# Dupont (Ohio)
Dupont és una població dels Estats Units a l'estat d'Ohio. Segons el cens del 2000 tenia 268 habitants.

## Demografia
Segons el cens del 2000, Dupont tenia 268 habitants, 93 habitatges, i 70 famílies. La densitat de població era de 111,3 habitants per km².
Dels 93 habitatges en un 44,1% hi vivien nens de menys de 18 anys, en un 55,9% hi vivien parelles casades, en un 17,2% dones solteres, i en un 23,7% no eren unitats familiars. En el 23,7% dels habitatges hi vivien persones soles el 8,6% de les quals corresponia a persones de 65 anys o més que vivien soles. El nombre mitjà de persones vivint en cada habitatge era de 2,88 i el nombre mitjà de persones que vivien en cada família era de 3,41.
Per edats la població es repartia de la següent manera: un 34,7% tenia menys de 18 anys, un 8,6% entre 18 i 24, un 30,2% entre 25 i 44, un 17,5% de 45 a 60 i un 9% 65 anys o més.
L'edat mediana era de 29 anys. Per cada 100 dones de 18 o més anys hi havia 92,3 homes.
La renda mediana per habitatge era de 31.786 $ i la renda mediana per família de 37.500 $. Els homes tenien una renda mediana de 32.813 $ mentre que les dones 21.250 $. La renda per capita de la població era de 12.879 $. Aproximadament el 8,6% de les famílies i el 7,7% de la població estaven per davall del llindar de pobresa.

## Poblacions properes
El següent diagrama mostra les poblacions més properes.